# Château de Jallanges
Le château de Jallanges est un château monument historique privé toujours habité par ses propriétaires, situé en France sur le célèbre vignoble de Vouvray, en la commune de Vernou-sur-Brenne, dans le département d'Indre-et-Loire, en région Centre-Val de Loire.
Construit sur les fondations d'une forteresse datant du XIe siècle, le premier château appartint à un des 50 chevaliers bannerets, garde armée instaurée par le roi Philippe Auguste.
L'édifice actuel fait l'objet d'une inscription au titre des monuments historiques depuis le 22 juin 1946 et est ouvert à la visite depuis 1984.

## Histoire
En 1213, Jallanges est propriété de René du Perray, chevalier-banneret, puis en 1462 de Jean Gaudin, chanoine de Tours.
Il est bâti en 1465 par Louis XI pour ses argentiers, qui y installe son argentier, puis fut érigé en châtellenie en 1631. Ce monument imposant présente une architecture en brique et pierre de taille caractéristique de l'époque et comporte une chapelle du XVIIe siècle inscrite monument historique en 1946[réf. souhaitée], un parc aux cèdres séculaires, une roseraie de plus de 2000 rosiers et 219 variétés, un jardin Renaissance française, une galerie dite "banneret" aux 7 fresques géantes en trompe l'œil et dédiées à la Loire et aux jardins de la Renaissance,.
[réf. nécessaire]Louis XI, qui refusa de maintenir la capitale parisienne, décida l’installation de Tours comme capitale nationale. Le château de Tours et celui d'Amboise devinrent siège du gouvernement.
Le souverain trouva alors la forteresse de Jallanges, lieu stratégique, autour d’un triangle pratiquement isocèle. Il démonta le château fort de Jallanges, et y construisit un nouveau château d'inspiration Renaissance, tout en réutilisant fondations et matériaux.
Souhaitant imprimer “sa patte” et sous l’influence du haut lieux de culture qu’était la belle ville de Venise, le monarque créa « une nouvelle mode au cœur de la Touraine » en utilisant un appareillage de brique et pierre de tuffeau, volonté d’ostentation et option esthétique de raffinement[réf. nécessaire].
[réf. nécessaire]Il est successivement propriété de : Thomas de Saint-Paul (1474) ; de Robert le Hodan (1485) ; de Nicolas Gaudin, argentier de la reine (1503) ; de Jean Ruzé ; de Guillaume Barthélemy, contrôleur des finances en Bretagne; de Philibert Babou (1520) ; de François de Blanchefort (1522) ; de Michel de Bouillon (1552); de Françoise Bertherault, veuve de Bouillon (1575) ; de François de Bouillon (1617) ; de Jean le Royer (1629) ; de Denis le Royer, conseiller au Parlement de Paris (1640) ; de Jean de Mons, secrétaire du roi (1643) ; de René Peyrat, maître d'hôtel du roi (1648) ; de Françoise d'Esperonnet, veuve de Jean de Peyrat (1663) ; de Nicolas Lefebvre, conseiller au Parlement de Bretagne (1672) ; de Claude Lefebvre de La Faluère (1696); de Claude-Pierre Lefebvre (1732) ; de Claude-Pierre Lefebvre de La Faluère (1748) et de Pierre-Claude Lefebvre de La Faluère. Il est vendu comme bien national le 28 avril 1798.
Sans réel travail de sauvegarde durant le XXe siècle, il est racheté en 1984 par la famille Ferry-Balin actuelle propriétaire, qui le restaure en créant nombre d’évènements et soirées de gala[passage promotionnel].

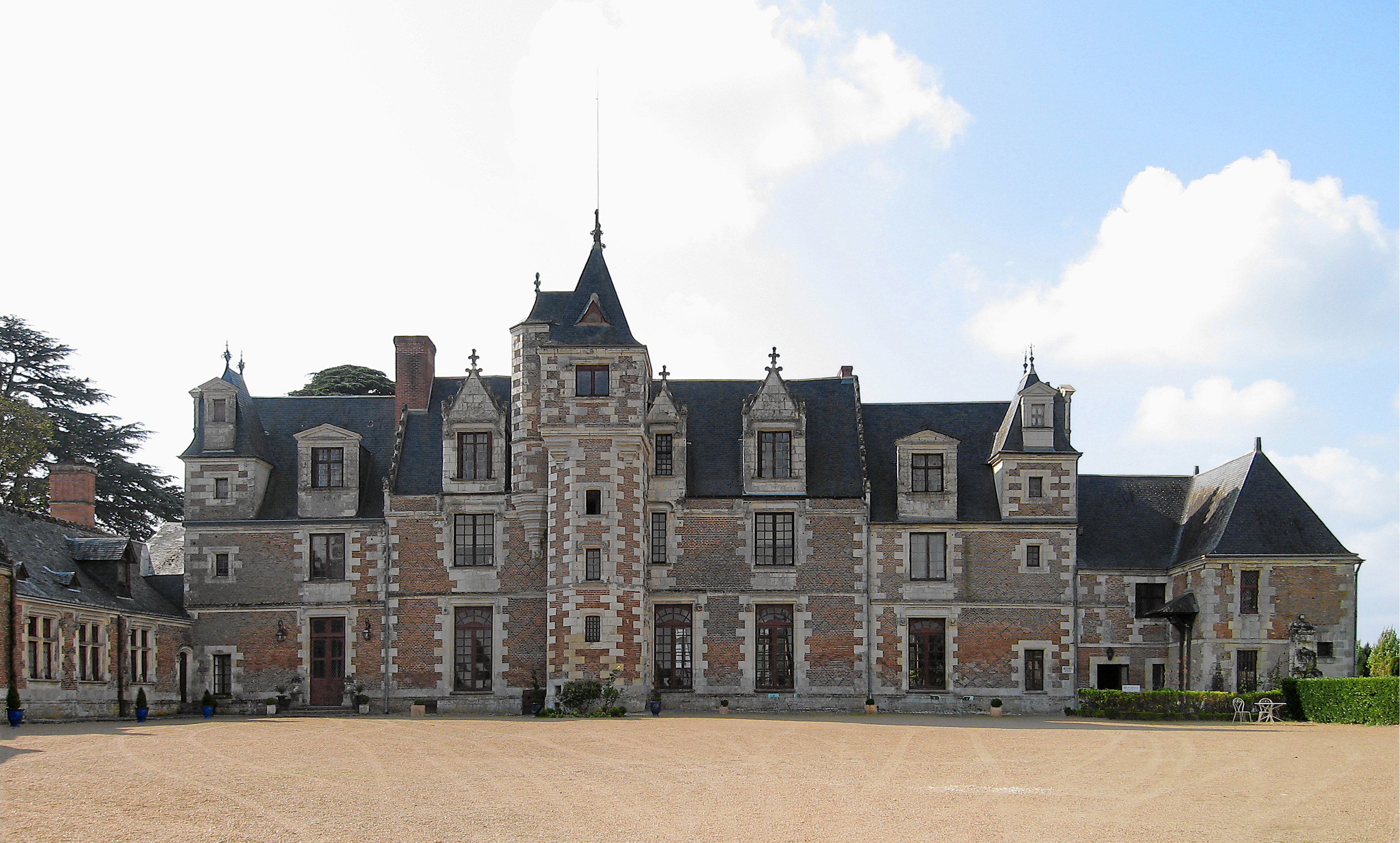